# Leichtathletik-Halleneuropameisterschaften 2017/Teilnehmer (Polen)
| Gelbes Symbol für Goldmedaillen mit stilisierten Olympischen Ringen | Graues Symbol für Silbermedaillen mit stilisierten Olympischen Ringen | Braundes Symbol für Bronzemedaillen mit stilisierten Olympischen Ringen |
| ------------------------------------------------------------------- | --------------------------------------------------------------------- | ----------------------------------------------------------------------- |
| 7                                                                   | 2                                                                     | 3                                                                       |

Aus Polen nahmen 15 Athletinnen und 18 Athleten bei den Leichtathletik-Halleneuropameisterschaften 2017 in Belgrad teil, die zwölf Medaillen (7 × Gold, 2 × Silber sowie 3 × Bronze) – und damit die meisten Goldmedaillen als auch Medaillen insgesamt – errangen und eine Weltjahresbestleistung aufstellten, die gleichzeitig europäischer U23-Rekord war.
Der polnische Leichtathletikverband Polski Związek Lekkiej Atletyki (PZLA) hatte 34 Sportler nominiert, darunter auch die für die 3000 Meter gemeldete Renata Pliś, die jedoch verletzungsbedingt auf eine Teilnahme verzichten musste.
Joanna Jóźwik, die am 10. Februar beim zur World Indoor Tour gehörenden Copernicus Cup in Toruń Polnischen Rekord über 800 m und bis dato als einzige Läuferin der Saison unter zwei Minuten gelaufen war, fehlte, da sie sich entschlossen hatte nach dem letzten Indoor-Tour-Meeting in Birmingham am 18. Februar die Saison zu beenden.
Sofia Ennaoui war auch für die 3000 Meter gemeldet, ging aber nur über die 1500 Meter an den Start.

## Ergebnisse

### Frauen

#### Laufdisziplinen
| Athletin | Disziplin         | Vorlauf     | Vorlauf | Halbfinale         | Halbfinale         | Finale             | Finale             |
| Athletin | Disziplin         | Zeit        | Platz   | Zeit               | Platz              | Zeit               | Platz              |
| --- | ----------------- | ----------- | ------- | ------------------ | ------------------ | ------------------ | ------------------ |
| Agata Forkasiewicz | 60 m              | 7,46 s      | 21      | 7,46 s             | 21                 | nicht qualifiziert | nicht qualifiziert |
| Ewa Swoboda | 60 m              | 7,21 s      | 2       | 7,26 s             | 7                  | 7,10 s SB          | Silber             |
| Iga Baumgart | 400 m             | 53,52 s     | 7       | 53,76 s            | 14                 | nicht qualifiziert | nicht qualifiziert |
| Małgorzata Hołub | 400 m             | 55,56 s     | 8       | 52,76 s            | 6                  | 54,29 s            | 6                  |
| Małgorzata Hołub | 400 m             | 53,76 s     | 12      | 52,60 s            | 4                  | 52,52 s            | Bronze             |
| Katarzyna Broniatowska | 1500 m            | 4:15,02 min | 12      | –––                | –––                | nicht qualifiziert | nicht qualifiziert |
| Sofia Ennaoui | 1500 m            | 4:11,91 min | 4       | –––                | –––                | 4:06,59 min        | Bronze             |
| Karolina Kołeczek | 60 m Hürden       | 8,28 s      | 19      | nicht qualifiziert | nicht qualifiziert | nicht qualifiziert | nicht qualifiziert |
| Patrycja Wyciszkiewicz, Małgorzata Hołub, Iga Baumgart, Justyna Święty nicht eingesetzt: Adrianna Janowicz, Justyna Saganiak | 4 × 400 m Staffel | –––         | –––     | –––                | –––                | 3:29,94 min        | Gold               |

#### Sprung/Wurf
| Athletin                | Disziplin   | Qualifikation | Qualifikation | Finale             | Finale             |
| Athletin                | Disziplin   | Höhe/Weite    | Platz         | Höhe/Weite         | Platz              |
| ----------------------- | ----------- | ------------- | ------------- | ------------------ | ------------------ |
| Kamila Lićwinko         | Hochsprung  | 1,86 m        | 9             | nicht qualifiziert | nicht qualifiziert |
| Anna Jagaciak-Michalska | Dreisprung  | 14,15 m PB    | 5             | 14,14 m            | 4                  |
| Paulina Guba            | Kugelstoßen | 17,62 m       | 8             | 18,00 m SB         | 6                  |
| Agnieszka Maluśkiewicz  | Kugelstoßen | 16,15 m       | 17            | nicht qualifiziert | nicht qualifiziert |

### Männer

#### Laufdisziplinen
| Athlet | Disziplin         | Vorlauf     | Vorlauf | Halbfinale         | Halbfinale         | Finale             | Finale             |
| Athlet | Disziplin         | Zeit        | Platz   | Zeit               | Platz              | Zeit               | Platz              |
| --- | ----------------- | ----------- | ------- | ------------------ | ------------------ | ------------------ | ------------------ |
| Rafał Omelko | 400 m             | 46,97 s     | 4       | 47,15 s            | 4                  | 46,08 s PB         | Silber             |
| Mateusz Borkowski | 800 m             | 1:50,08 min | 16      | nicht qualifiziert | nicht qualifiziert | nicht qualifiziert | nicht qualifiziert |
| Adam Kszczot | 800 m             | 1:48,37 min | 5       | 1:48,53 min        | 2                  | 1:48,87 min        | Gold               |
| Marcin Lewandowski | 1500 m            | 3:43,70 min | 3       | –––                | –––                | 3:44,82 min        | Gold               |
| Damian Czykier | 60 m Hürden       | 7,65 s PB   | 8       | –––                | –––                | nicht qualifiziert | nicht qualifiziert |
| Kacper Kozłowski, Łukasz Krawczuk, Przemysław Waściński, Rafał Omelko nicht eingesetzt: Bartłomiej Chojnowski, Dariusz Kowaluk | 4 × 400 m Staffel | –––         | –––     | –––                | –––                | 3:06,99 min        | Gold               |

#### Sprung/Wurf
| Athlet              | Disziplin      | Qualifikation | Qualifikation | Finale             | Finale             |
| Athlet              | Disziplin      | Höhe/Weite    | Platz         | Höhe/Weite         | Platz              |
| ------------------- | -------------- | ------------- | ------------- | ------------------ | ------------------ |
| Sylwester Bednarek  | Hochsprung     | 2,28 m        | 4             | 2,32 m             | Gold               |
| Piotr Lisek         | Stabhochsprung | –––           | –––           | 5,85 m             | Gold               |
| Paweł Wojciechowski | Stabhochsprung | –––           | –––           | 5,85 m SB          | Bronze             |
| Tomasz Jaszczuk     | Weitsprung     | 7,78 m        | 7             | 7,98 m PB          | 4                  |
| Adrian Świderski    | Dreisprung     | 16,01 m       | 15            | nicht qualifiziert | nicht qualifiziert |
| Konrad Bukowiecki   | Kugelstoßen    | 21,06 m       | 2             | 21,97 m WL EU23R   | Gold               |
| Michał Haratyk      | Kugelstoßen    | 19,18 m       | 19            | nicht qualifiziert | nicht qualifiziert |
| Rafał Kownatke      | Kugelstoßen    | 19,28 m       | 18            | nicht qualifiziert | nicht qualifiziert |